# Mutiscua
Mutiscua là một khu tự quản thuộc tỉnh Norte de Santander, Colombia. Thủ phủ của khu tự quản Mutiscua đóng tại Mutiscua Khu tự quản Mutiscua có diện tích 156 ki lô mét vuông. Đến thời điểm ngày 28 tháng 5 năm 2005, khu tự quản Mutiscua có dân số 4146 người.